# الغواصة الألمانية يو-56 (1938)
غواصة يو-56 غواصة يو ألمانية من الفئة الثانية سي بنيت لسلاح بحرية ألمانيا النازية كريغسمارينه، في أحواض بناء السفن الألمانية التابع لدويتشه فيرك في كيل خلال الحرب العالمية الثانية.